# Caroline Nielsen
Caroline Nielsen (født Caroline Louise Sophie Amalie Walter 18. maj 1795 i Neustrelitz, død 8. juni 1869 i København) var en tyskfødt, dansk operasanger, der var gift med operasanger og instruktør N.P. Nielsen 1823-1833. 
Caroline Nielsen kom med sin fars omrejsende teaterselskab til Danmark fra sit fødested i Tyskland. I København blev hun undervist i sang af F.L.Æ. Kunzen. Hun debuterede i 1815 og fortsatte som operasanger, til hun blev skilt fra N.P. Nielsen i 1833. Ifølge Dansk Biografisk Leksikon havde hun en udmærket stemme (sopran) i begyndelsen, men havde ikke et naturligt talent for skuespil, lige som stemmen mistede noget af sit særpræg, og sine sidste år på scenen fik hun udelukkende på grund af ægtemandens indflydelse.
Caroline Nielsen var inden sit ægteskab med N.P. Nielsen gift med kongelig skuespiller Hans Rind fra 1817 til 1821, hvor Hans Rind døde. Efter ophævelsen af ægteskabet med N.P. Nielsen helligede hun sig sine børn og endte sit liv som lidt af en særling.